# Monica Rial
Monica Jean Rial (Houston, Texas, 5 de octubre de 1975) es una actriz, guionista y directora de doblaje estadounidense que trabaja para Funimation y Seraphim Digital/Sentai Filmworks. Ha brindado voces para versiones adaptadas al inglés de series y películas de anime japonesas.

## Primeros años
Monica Jean Rial nació el 5 de octubre de 1975 en Houston, Texas. Su padre es de Pontevedra, Galicia, España. Cuando era joven, su familia a menudo visitaba España. Ella traduciría para su hermano menor algunas de las caricaturas dobladas en español que incluían espectáculos de anime Doraemon y Dragon Ball Z, a menudo imitando a los diversos personajes. Rial estudió ballet, tap y jazz, pero hizo la transición al teatro musical cuando tenía 12 años. Estudió actuación en la escuela secundaria y en la universidad en la Universidad de Houston. En una entrevista con Otaku News, Rial mencionó las inspiraciones de los actores de voz de Los Simpson, Padre de familia y Beavis and Butt-Head. Estuvo trabajando en un espectáculo de teatro con Jason Douglas, quien le sugirió que hiciera una audición para ADV Films.

## Carrera
El primer papel de voz en off de Rial fue un poco más en el doblaje de 1999 de Martian Successor Nadesico. En una entrevista con Otaku News, Rial dijo que tuvo que hablar durante dos minutos seguidos mientras la gente de una multitud les decía a los jovianos que se fueran a casa. Más tarde obtendría papeles de personaje principal como Miharu en Gasaraki, Natsume en Generator Gawl, y el personaje del título en la producción de ADV Films de Hello Kitty's Animation Theater, el último de los cuales fue uno de los DVD más vendidos de ADV. En 2001, ella dobló a Izumi en el anime de género béisbol Princess Nine y en 2002, ella llegó a hacer la voz de Hyatt en Excel Saga, que enumeró entre sus favoritos absolutos.
En 2003, Rial dobló al personaje del mejor amigo Kyoko Tokiwa en Full Metal Panic!, y siguió repitiendo su papel para Full Metal Panic? Fumoffu y Full Metal Panic: The Second Raid. En el mismo año, Rial dobló a Kirika Yumura, el socio asesino tranquilo en Noir. Rial dijo que Kirika estaba desafiando porque tenía muy pocas palabras pero tenía que transmitir muchas emociones. También notó que la personalidad de Kirika cambió a lo largo de la serie, por lo que la expresó para ser más emotiva en los episodios posteriores, lo que provocó algunas críticas de los fanáticos. Ella también le expresó a Lila en Najica Blitz Tactics donde también pudo hacer un comentario en DVD junto con su actriz Kira Vincent-Davis. Los comentarios se han vuelto populares a medida que recibe comentarios de los fanáticos sobre ellos en las convenciones de anime. Ella dobló a la protagonista femenina Haruka Shitou en el show de ciencia ficción RahXephon.
En 2004, Rial comenzó el trabajo de voz en off con la compañía de doblaje de anime Funimation en el área de Texas. Durante ese año, ella dobló a Amy en la larga serie de anime de detectives Detective Conan y Lyra (alias Dante) en la serie de drama Fullmetal Alchemist. Ambos programas fueron presentados en Cartoon Network. Ella también dobló al coprotagonista del personaje Lumiere en Kiddy Grade. Mientras tanto, con ADV, ella expresó a Nyamo-sensei en la comedia escolar Azumanga Daioh. Ella también había asumido algunos papeles de personajes como Momiji en Blue Seed y Maya en Neon Genesis Evangelion. Rial dijo que era muy difícil tratar de sonar como los actores de voz anteriores, especialmente la voz baja de Maya, por lo que intentó su propio enfoque. Ella también llegó a expresar Pen-Pen el pingüino en Evangelion. En 2005, expresó al serio personaje principal Jo en un equipo de chicas mercenarias en la serie de ciencia ficción cyberpunk Burst Angel.
Rial continuó logrando papeles principales en espectáculos de anime. En 2006, ella dobló el personaje del título en Nanaka 6/17, sobre una niña de 17 años que, a través de un accidente, sufre de amnesia y regresa a su yo de 6 años. En Speed Grapher ella expresó a la protagonista femenina Kagura Tennōzu, y en el remake ADV Films de Macross, expresó a Misa Hayase. En 2007, ella expresó a Sakura en la adaptación de anime al inglés Tsubasa: Reservoir Chronicle de Clamp; Maria en Witchblade; Misuzu Kamio, una heroína en Air, y el personaje del título en Kurau: Phantom Memory. También expresó a los personajes principales Misao Shinohara, la mejor amiga de Sasami en Sasami: Magical Girls Club; y la heroína Asa Shigure en la comedia de harén Shuffle!.

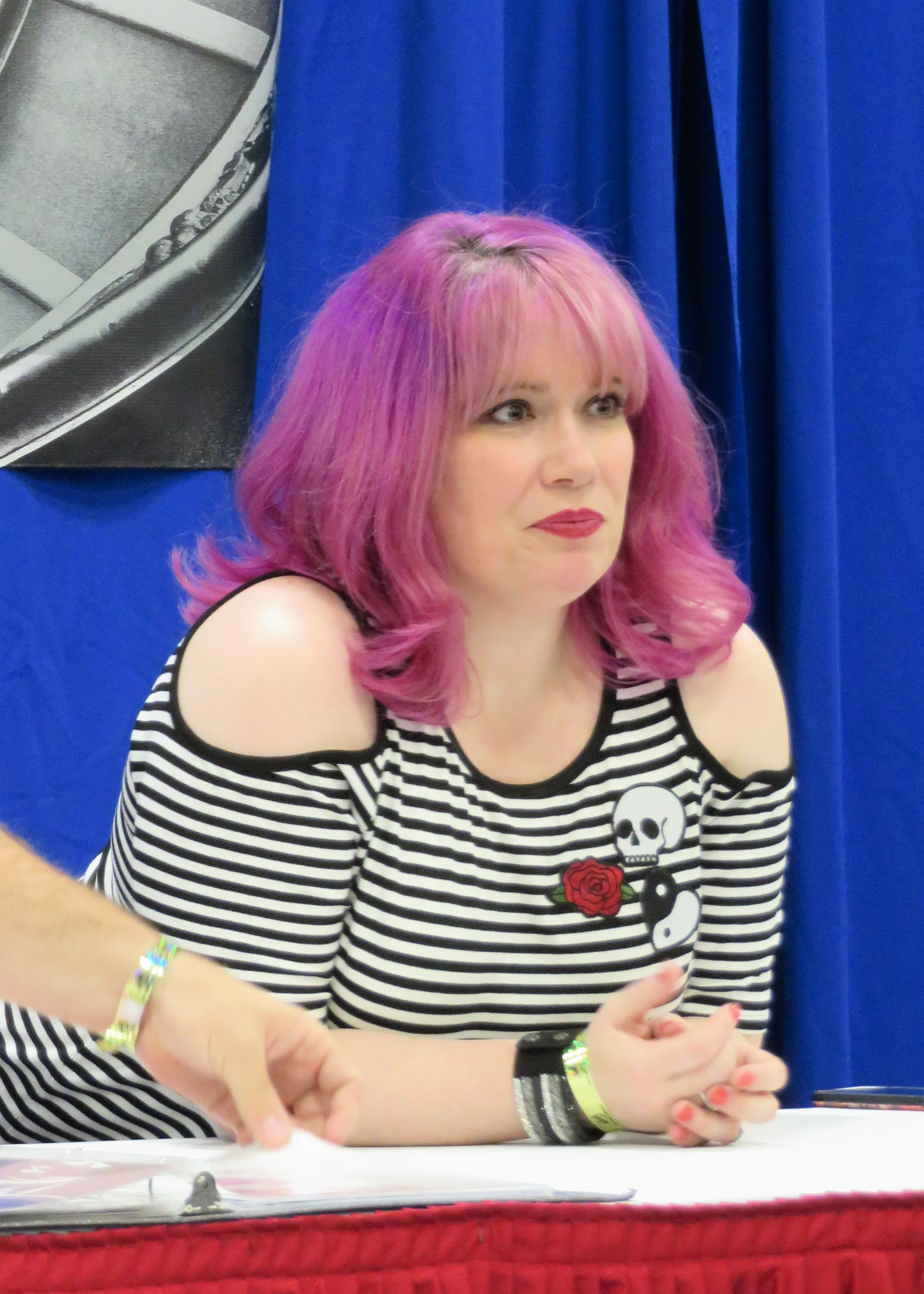
Rial en Wizard World Columbus en 2017

En 2010, cuando Dragon Ball Z se hizo una nueva versión del anime como Dragon Ball Z Kai, Rial llegó a doblar a la heroína principal Bulma. Ella expresó otros personajes principales como Miya Asami en Sekirei, Tsubaki Nakatsukasa en Soul Eater, May Chang en Fullmetal Alchemist Brotherhood, y Ringo en Casshern Sins. Tanto en Soul Eater como en Fullmetal Alchemist Brotherhood han tenido carreras considerables en el bloque Toonami de Adult Swim. En 2011, ella dobló el personaje del título Mina Tepes en Dance in the Vampire Bund, así como varios protagonistas femeninos en espectáculos de conjunto Rosario + Vampire, Highschool of the Dead y Fairy Tail tales como Yukari Sendou, Shizuka Marikawa y Mirajane Strauss respectivamente.
Rial dobló más pistas en 2012 con Shiro en Deadman Wonderland que también se emitió en Adult Swim, Stocking en la comedia lasciva Panty & Stocking with Garterbelt. En 2013, ella dobló al personaje de heroína Haruko Amaya en la comedia de harén Maken-ki!. e Iori Nagase en la serie de anime escolar Kokoro Connect. Con respecto a su papel principal de Michiko Malandro en Michiko to Hatchin, que se lanzó en DVD en 2013 y se emitió en Adult Swim en 2015, Rial dijo que de los más de 300 personajes que había doblado, solo dos de ellos eran hispanos, ya que ella le gustaba que su personaje no fuera un estereotipo.
Además de la actuación de voz, Rial ha estado constantemente involucrado en la escritura de guiones ADR, con trabajo en las copias de inglés para D.N.Angel, Madlax, y Gatchaman. En una entrevista con Active Anime, Rial dijo que "tomaría la traducción directa y la escribiría en una escena coherente que coincida con las pestañas". En las últimas convenciones de anime, Rial mencionó que la escritura de ADR la ha mantenido bastante ocupada, especialmente con simuldubs, que son programas que se copian localmente poco después de la emisión original. También ha escrito columnas para la edición de Newtype USA. En enero de 2018, Rial anunció que se está tomando un descanso de la adaptación del guion.
En 2019, Rial alegó que había sido agredida sexualmente por el actor de voz Vic Mignogna. Posteriormente, fue acosada y amenazada por los simpatizantes de Mignogna y acusada de mentir sobre los encuentros, lo que llevó a Pensacon a aumentar la seguridad debido a las amenazas. En abril de 2019, Mignogna presentó una demanda por un millón de dólares contra Rial y su prometida, Ron Toye, así como contra Funimation y Jamie Marchi por difamación en relación con las acusaciones de Rial. El 19 de julio de 2019, Rial, Toye y Marchi presentaron mociones anti-SLAPP para que Mignogna desestimara su demanda. El 4 de octubre de 2019, el caso fue desestimado y se retiraron todos los cargos contra Funimation, Marchi, Rial y Toye.

## Vida personal
Mónica tiene un hermano menor, Miguel, y una hermana menor, Natalie, que también es actriz. Ambos hermanos han hecho doblajes en anime.

## Filmografía

### Series Animadas
| Año  | Título                         | Papel        | Notas           | Fuente       |
| ---- | ------------------------------ | ------------ | --------------- | ------------ |
| 2015 | Aqua Teen Hunger Force Forever | Jubilee      | Ep. "Knapsack!" | [ 20 ] [ 1 ] |
| 2017 | RWBY                           | Sienna Khan  |                 | [ 21 ]       |
| 2019 | Gen:LOCK                       | Raquel Marin |                 | [ 22 ]       |

### Películas
| Año  | Título                    | Papel  | Notas | Fuente        |
| ---- | ------------------------- | ------ | ----- | ------------- |
| 2012 | Mass Effect: Paragon Lost | Treeya |       | [ 23 ] [ 24 ] |

### Videojuegos
| Año  | Título                                   | Papel                                                             | Notas | Fuente |
| ---- | ---------------------------------------- | ----------------------------------------------------------------- | ----- | ------ |
| 2003 | Unlimited Saga                           | Marie, Silver Hair                                                |       | [ 3 ]  |
| 2009 | Lux-Pain                                 | Natsuki                                                           |       | [ 3 ]  |
| 2009 | Case Closed: The Mirapolis Investigation | Amy Yeager                                                        |       | [ 23 ] |
| 2009 | Dragon Ball: Revenge of King Piccolo     | Ghost Usher                                                       |       | [ 23 ] |
| 2010 | Blazing Souls Accelate                   | Little Snow                                                       |       | [ 3 ]  |
| 2010 | Dragon Ball Z: Tenkaichi Tag Team        | Bulma                                                             |       | [ 23 ] |
| 2010 | Monster Tale                             | Zoe                                                               |       | [ 23 ] |
| 2011 | Ms. Splosion Man                         | Ms. Splosion Man                                                  |       | [ 3 ]  |
| 2011 | Gunstringer                              | Lady of the Dead                                                  |       | [ 3 ]  |
| 2011 | Dragon Ball Z: Ultimate Tenkaichi        | Bulma                                                             |       | [ 23 ] |
| 2012 | Tribes: Ascend                           | Diamond Sword                                                     |       | [ 3 ]  |
| 2012 | Borderlands 2                            | Ms. Tediore, Morningstar                                          |       | [ 25 ] |
| 2014 | Borderlands: The Pre-Sequel              | R-D513, Rose Yin, Cleaning Bot, Flirty Bar Dame, Voice of Tediore |       | [ 26 ] |
| 2014 | Smite                                    | Hel, Sobek's Parrot                                               |       | [ 23 ] |
| 2016 | Dragon Ball Xenoverse 2                  | Bulma                                                             |       | [ 23 ] |
| 2017 | Fire Emblem Echoes: Shadows of Valentia  | Mila                                                              |       | [ 27 ] |
| 2018 | Dragon Ball FighterZ                     | Bulma                                                             |       | [ 23 ] |